# Droit de gage immobilier
Un droit de gage immobilier est un droit de gage qui porte sur un bien immeuble. Il peut s’accompagner d'une remise ou non de la possession de l’immeuble. On trouve notamment l’antichrèse, l’hypothèque ou la cédule hypothécaire. 